# Atotoztli
Atotoztli ou Huitzilxochtzin était la fille de l'Empereur aztèque Moctezuma I et de Chichimecacihuatzin, la fille de Cuauhtototzin.
Elle se maria avec Tezozomoc, le fils du précédent empereur Itzcoatl, et donna naissance à trois fils devenus à leur tour empereurs eux-mêmes : Axayacatl, Tizoc, et Ahuitzotl.